# Філімонов Георгій Дмитрович
Філімонов Георгій (Юрій) Дмитрович (1828, Полтавська губернія, Російська імперія — 26 травня (7 червня) 1898, Сухумі) — російський археолог, історик мистецтва, музейний працівник, антиквар.

## Біографія
Народився у родині полтавського поміщика.
Виховувався в Московському дворянському інституті, потім закінчив історико-філологічний факультет Московського університету зі ступенем кандидата (1849). Ще в молодості він цікавився російськими старожитностями, відвідував кремлівські собори, різниці, Збройну палату і приватні збори.
В 1849 р. з'явилася його перша археологічна робота: «Описание памятников древности церковного и гражданского быта Русского музея П. Коробанова» (М.: Унив. тип., 1849. — [8], 28 с., 60 л. ил.).
В 1851 р. отримав посаду бібліотекаря бібліотеки Харківського університету, де працював п'ять років (1851—1856).
В 1856 р. його було запрошено на посаду доглядача Московської Збройної палати.
З відкриттям у Москві Рум’янцевського музею він, не полишаючи служби у Збройній палаті, почав працювати у відділі старожитностей цього музею, значно збільшивши його обсяг. У 1864 разом з Ф. І. Буслаєвим, В. Ф. Одоєвським і О. Є. Вікторовим заснував при музеї «Товариство любителів давньоруського мистецтва».
У 1864 році Філімонов став одним з членів-засновників Московського археологічного товариства.
В 1863 р. Філімонов брав участь в комісії з реставрації ікон і розкриття фресок у Благовіщенському соборі московського Кремля; на початку 1880-х років слідкував за реставрацією живопису у Грановитій палаті. В цей час він надрукував «Описные книги царских палат Золотой и Грановитой, составленные Симоном Ушаковым в 1672 г.» (Москва, 1882).
В 1867 р. був відправлений у відрядження до Парижу на Всесвітню виставку, де відкрив відділ російських художніх старожитностей з колекцій різних державних закладів і приватних осіб. По поверненню з Парижа, був призначений помічником директора Збройної палати. В той же час він залишався і в Рум'янцівському музеї, де в 1869 р. став доглядачем відділення старожитностей. Незабаром виділив три підрозділи: доісторичний, давньохристиянський і російський. Фактично він був творцем цього відділення і керував ним протягом двадцяти семи років.
Філімонов активно займався доісторичною археологією. Проводячи розкопки у середній та південній Росії і на Кавказі (1876—1877), він знайшов докази існування на Кавказі розвиненої бронзової промисловості. Вони були представлені в 1879 р. на Антропологічній виставці у Москві. Мешкав він у казенній квартирі в Московському Кремлі.
Основною сферою інтересів Філімонова була російська іконографія. Йому належить чимала кількість праць, присвячених вивченню, систематизації пам'яток мистецтва і давнього побуту. В число його капітальних досліджень входить праця «Симон Ушаков и современная ему эпоха русской иконописи», де автор дав характеристику цілому періоду російського іконописного мистецтва. Він зібрав колекцію ікон, іконописних малюнків, портретів, рукописів.
Проте, будучи автором опису деяких приватних московських зборів, він так і не встиг скласти каталог своєї колекції. Тому відомості про неї мізерні, за винятком тієї частини, куди входили іконописні прориси.
Навесні 1898 року він захворів, поїхав лікуватися на Кавказ і там помер.
Його вдова, Надія Федорівна, принесла колекцію чоловіка в дар музеям і науковим товариствам (Рум'янцевському музею, Товариству вивчення давньої писемності тощо).

## Нагороди
Нагороджений орденами Св. Анни III і II ступеня, Св. Володимира IV і III ступеня, Св. Станіслава II і I ступеня, пам'ятними медалями. Австрійський імператор подарував йому орден Франца-Йосипа II ступеня, король Швеції і Норвегії — Командорський хрест 2-го класу ордена Полярної Зірки. Неодноразово за свою працю нагороджувався вченими товариствами золотими і срібними медалями.

## Праці
- Иконописный подлинник Новгородской редакции по софийскому списку концаXVI века. — Москва: Унив. тип., 1873. — 138 с.
- Каталог Отделения доисторических древностей Московского публичного музея. — Москва, 1873. — 132 с.
- Палех. — Москва: Тип. Бахметева, 1863. — 42 с.
- Сванетия в археологическом отношении. — Москва: О-во древнерус. искусства, 1876. — 59 с.
- Сводный иконописный подлинник XVIII века по списку Г. Филимонова. — Москва: О-во древнерус. искусства, 1874. — 453 с.
- Симон Ушаков и современная ему эпоха русской иконописи. — Москва: О-во древнерус. искусства, 1873. — 104 с.